# Мюра (Алье)
Мюра́ (фр. Murat) — коммуна во Франции, находится в регионе Овернь. Департамент коммуны — Алье. Входит в состав кантона Монмаро. Округ коммуны — Монлюсон.
Код INSEE коммуны — 03191.

## Население
Население коммуны на 2008 год составляло 280 человек.
| 1962 | 1968 | 1975 | 1982 | 1990 | 1999 | 2008 |
| ---- | ---- | ---- | ---- | ---- | ---- | ---- |
| 370  | 409  | 334  | 295  | 301  | 311  | 280  |

## Экономика
В 2007 году среди 175 человек в трудоспособном возрасте (15—64 лет) 132 были экономически активными, 43 — неактивными (показатель активности — 75,4 %, в 1999 году было 72,0 %). Из 132 активных работали 118 человек (70 мужчин и 48 женщин), безработных было 14 (8 мужчин и 6 женщин). Среди 43 неактивных 8 человек были учащимися или студентами, 18 — пенсионерами, 17 были неактивными по другим причинам.

## Достопримечательности
- Замок Мюра XI—XII веков. Исторический памятник с 11 октября 1930 года
- Церковь Св. Николая, исторический памятник с 15 апреля 1931 года (кроме колокольни и ризницы). Колокольня и ризница являются историческими памятниками с 21 января 1958 года.
- Часовня Барбат с деревянной колокольней
- Часовня в больнице (XIX век)
- Замок Шатинью. Исторический памятник с 14 ноября 1980 года
- Замок Робиньер (XIX век)